# Catalònia (periódico)
Catalònia fue un periódico español editado en Tarragona entre 1935 y 1936.

## Historia
El diario, nacido en 1935, vino a suceder el desaparecido semanario La Veu de Tarragona. Publicó su primer número el 1 de agosto de 1935. La publicación mantuvo una línea editorial católica y catalanista. Catalònia fue un diario de la Lliga Catalana, si bien su propietario legal era el diputado José María Casabó Torras. Casabó, sin embargo, entregaría en 1936 la propiedad de la publicación a sus redactores. El diario sería confiscado al comienzo de la Guerra civil.
Su último número salió el 22 de julio de 1936, tras haber publicado 292 números.